# Trifenylboraan
Trifenylboraan of BPh3 een organische boorverbinding met als brutoformule C18H15B. De stof komt voor als een wit kristallijn poeder, dat onoplosbaar is in water. Het is evenwel zeer gevoelig voor water, omdat het ontleedt in benzeen en trifenylbooroxine.

## Synthese
Trifenylboraan werd voor het eerst bereid in 1922. Het wordt bereid uit een etherische oplossing van boortrifluoride en fenylmagnesiumbromide, een Grignardreagens:
{\displaystyle {\ce {BF3.O(C2H5)2 + 3 C6H5MgBr -> B(C6H5)3 + 3 MgBrF + (C2H5)2O}}}
Op kleinere schaal kan het ook bereid worden door de thermische ontleding van trimethylammoniumtetrafenylboraat:
{\displaystyle {\ce {[B(C6H5)4][NH(CH3)3] -> B(C6H5)3 + N(CH3)3 + C6H6}}}

## Structuur en eigenschappen
Trifenylboraan bezit een trigonaal planaire structuur, omdat het centrale booratoom sp2-gehybridiseerd is. De omringende fenylgroepen zijn vlak, maar liggen ongeveer 30° gedraaid ten opzichte van het bindingsvlak met boor. Dit is een gevolg van de elektronenwolken rond de waterstofatomen aan de fenylgroepen die elkaar afstoten. Trifenylboraan is een zwak lewiszuur.

## Toepassingen
Trifenylboraan is commercieel verkrijgbaar en wordt onder meer geproduceerd door DuPont. Het wordt onder andere gebruikt voor de hydrocyanering van 1,3-butadieen tot adiponitril, een precursor voor de productie van nylon. Het productieproces bij DuPont verloopt met een reactie van metallisch natrium, een gehalogeneerd aromaat (chloorbenzeen) en een alkylboraatester.
Trifenylboraan wordt in het laboratorium gebruikt voor de synthese van arylcomplexen, die kunnen ingezet worden als katalysator en polymerisator.